# Jean-Marie Pélaprat
Guy Hempay
Jean-Marie Pélaprat, dit Guy Hempay, né le 26 septembre 1927 à Toulon et mort le 26 mars 1995 à Blennes, est un scénariste de bande dessinée et journaliste français. Il est auteur de livres sous son nom et divers pseudonymes : Guy Hempay, Bernard de Venterrone.

## Biographie
Après des études de droit à Aix-en-Provence, durant lesquelles il collabore à des journaux locaux (La République varoise, Le petit Varois), il se tourne vers les lettres à Paris, puis obtient un poste de professeur de lettres classiques dans cette même ville.
Il collabore régulièrement à de nombreux magazines, en particulier à ceux des éditions Fleurus qui l'engagent à plein temps: Cœurs vaillants et Âmes vaillantes de 1947 à 1963, puis leurs successeurs J2 Jeunes et J2 Magazine de 1963 à 1970 et Formule 1 de 1970 à 1979 (en particulier de nombreux textes pour Pierre Brochard, notamment ceux d'Alex et Eurêka de 1956 à 1970); Fripounet et Marisette (devenu "Fripounet en 1969) de  1957 à 1979.
En dehors de la maison Fleurus, il participe à d'autres publications: Lisette en 1967, ainsi que Francs-Jeux, puis de 1969 à 1974, Pilote, y rédigeant environ trois cents chroniques  notamment avec Claude Poppé, dont de savoureux pastiches de Proust, Pagnol, Claudel, Pascal...Il adapte enfin des téléfilms en bandes dessinées pour Télé Junior qui ne sont pas crédités. 
Par la suite , il participe par des articles ou des entretiens aux magazines Samedi Jeunesse (1972), Haga (1972 et 1976), Tintin (1975 à 1977), L'Hebdo de la B.D. (1991), et Hop ! (de 1975 à sa mort) qui continue à lui rendre hommage en reproduisant ses contributions jusqu'en 2020. Le Collectionneur de Bandes dessinées lui consacre également un article après son décès en 1995.
Il fut aussi un auteur dramatique prolifique, Grand Prix des auteurs dramatiques[Quoi ?] pour La peine de mort (pièce radiophonique).
Jean Marie Pélaprat a travaillé pour Jean Le Poulain et Robert Manuel.
- 1987 : Le Pyromane, mise en scène Francis Joffo, Petit Odéon ;
- 1987 : Ponce Pilate, procurateur de Judée, mise en scène Robert Manuel, spectacle pour croisière sur le Mermoz.

Il est par ailleurs l'auteur de nouvelles dans des revues ou la collection «Série 15» aux éditions Gautier-Languereau.

## Nouvelles
- Fusée Boomerang ou Cap sur Mercure dans Satellite-Images no 4, Éditions Satellite/éditions scientifiques et littéraires, 1960
- Shagondeï, illustrations de Georges Pichard, couverture d'Yves Thos, dans 15 Histoires de Mystère pour filles (pages 113 à 118), (avec Albert Robida, Jean-Paul Benoit, Claude Appell, Paul Arène, Édouard Peisson, Odette Sorensen, Erckmann-Chatrian, Washington Irving, Anton Tchekhov, Paul Cogan, Claude Morand et Alexandre Pouchkine), Éditions Gautier-Languereau, coll. Série 15, 1964; rééditions: 1971, 1976, 1980
- Trois grands chefs, illustrations de Jacques Pecnard, couverture d'Yves Thos, dans 15 Histoires d'Indiens (pages 191 à 202), (avec Claude Appell, Fenimore Cooper, Patrick Prado, Sat Okh, Fritz Steuben, Richard Lancaster, Gustave Aimard, Maurice Constantin-Weyer, Jean Ollivier, Jack London et Theodora Kroeber), Éditions Gautier-Languereau, coll. Série 15, 1971; réédition: 1980
- La première chasse, illustrations d'Alain d'Orange, dans 15 Aventures en forêt (pages 27 à 40), sélection des textes et avant-propos de Jean-Côme Noguès: (autres textes d'Alix de Lachapelle d'Apchier, Selma Lagerlöf, Erckmann-Chatrian, Bertrand Solet, Jean-Côme Noguès, Ivan Tourgueniev, Pierre Pelot, Louis Pergaud, Léonce Bourliaguet, Monique Ponty, Ivan Southhall et Helen Hoover), Éditions Gautier-Languereau, coll. Série 15, 1978; réédition : 1982
- Le petit ramoneur, Des fusées rouges pour Carpentier et La rage de vaincre, illustrations Jacques Pecnard et Georges Pichard, dans 15 exploits sportifs (tennis, cyclisme, judo, moto, planche à voile, athlétisme...) (pages 17 à 62 et 173 à 196), sélection des textes et avant-propos de Claude Appell: (autres textes de Claude Appell, Paul Cogan, Gilbert Doukan, Frédéric Maury, Laurent Gomis, Charles Biétry et Yannick Noah), Éditions Gautier-Languereau, coll. Série 15, 1982; rééditions: 1985 et 1987